# Iva Majoli
Iva Majoli Marić (Zágráb, 1977. augusztus 12. –) horvát teniszezőnő. 1991-ben kezdte profi pályafutását. Nyolc egyéni és egy páros WTA-tornát nyert meg. Legjobb egyéni világranglista-helyezése negyedik volt, ezt 1996 februárjában érte el. Pályafutása egyetlen Grand Slam-győzelmét az 1997-es Roland Garroson érte el.

## Eredményei Grand Slam-tornákon

### Egyéniben
| Torna           | 2003   | 2002   | 2001   | 2000   | 1999   | 1998   | 1997   | 1996   | 1995   | 1994   | 1993   | 1992   | 1991   |
| --------------- | ------ | ------ | ------ | ------ | ------ | ------ | ------ | ------ | ------ | ------ | ------ | ------ | ------ |
| Australian Open | 1. kör | 2. kör | 3. kör | -      | -      | 3. kör | 1. kör | 1/4D   | -      | -      | -      | -      | -      |
| Roland Garros   | 2. kör | 2. kör | 1. kör | 2. kör | -      | 1/4D   | Gy     | 1/4D   | 1/4D   | 4. kör | 4. kör | -      | -      |
| Wimbledon       | 1. kör | 3. kör | 1. kör | -      | -      | 2. kör | 1/4D   | -      | 1. kör | 1. kör | -      | -      | -      |
| US Open         | 1. kör | 3. kör | 3. kör | -      | 1. kör | 2. kör | 2. kör | 1. kör | 1. kör | 4. kör | -      | 2. kör | 2. kör |

## Év végi világranglista-helyezései
| Év       | 1992 | 1993 | 1994 | 1995 | 1996 | 1997 | 1998 | 1999 | 2000 | 2001 | 2002 | 2003 | 2004 |
| Helyezés | 50.  | 46.  | 13.  | 9.   | 7.   | 6.   | 25.  | 163. | 73.  | 42.  | 32.  | 131. | 315. |